# ردوود شورز (کالیفرنیا)
ردوود شورز (به انگلیسی: Redwood Shores) یک منطقهٔ مسکونی در ایالات متحده آمریکا است که در ردوود سیتی، کالیفرنیا واقع شده‌است.